# Caumont-sur-Orne
Caumont-sur-Orne è un ex comune francese di 82 abitanti situato nel dipartimento del Calvados nella regione della Normandia. Dal 1º gennaio 2016 è stato accorpato ai comuni di Curcy-sur-Orne, Hamars, Saint-Martin-de-Sallen e Thury-Harcourt per formare il comune di Le Hom, del quale costituisce comune delegato.

## Società

### Evoluzione demografica
Abitanti censiti